# حارة الميدان (صنعاء همدان)

تعديل مصدري - تعديل

حارة الميدان هي إحدى حارات حي وسط ضلاع بضواحي صنعاء مديرية همدان، بلغ تعداد سكانها 175 نسمة حسب تعداد اليمن لعام 2004.